# Raúl González (handebol)
Raúl González Gutiérrez (Valladolid, 8 de janeiro de 1970) é um ex-handebolista profissional e treinador espanhol, medalhista olímpico.